# Lyncar 006
La Lyncar 006 è una vettura da Formula 1 realizzata dal team britannico Lyncar nel 1974.

## Sviluppo
La vettura rappresenta la prima ed unica costruita dalla squadra inglese di Martin Slater costituita per volere del pilota e preparatore motoristico John Nicholson.

## Tecnica
Il telaio era del tipo monoscocca realizzato in alluminio, mentre l'impianto frenante era costituito da quattro freni a disco. Come propulsore era impiegato un Ford Cosworth DFV gestito da un cambio manuale Hewland a cinque rapporti.

## Attività sportiva
L'esordio avvenne nel Gran Premio di Gran Bretagna 1974. La vettura non riuscì a qualificarsi, chiudendo le prove al trentunesimo posto, a quasi quattro secondi dalla pole.
L'anno seguente John Nicholson riuscì a qualificarsi al ventiseiesimo ed ultimo posto della griglia, ancora una volta nel Gran Premio di Gran Bretagna. La gara però terminò al giro cinquantuno a causa di un incidente dovuto al temporale che si era scatenato sulla corsa, e che pochi giri dopo avrebbe costretto gli organizzatori a terminare anzi tempo il Gran Premio.